# 院内村
院内村（いんないむら）は、秋田県由利郡にあった村。

## 沿革
- 1889年（明治22年）4月1日 - 町村制施行に伴い、院内村、小国村、馬場村、田抓村、冬師村、釜ケ台村が合併して由利郡院内村が成立。
- 1921年（大正10年）5月20日 - 平沢町との境界変更[1]。
- 1947年（昭和22年）8月4日 - 小国集落で山崩れ後の災害復旧に当たっていた17人が二次災害に遭い生埋めとなる。11人は救出されたが6人が死亡[2]。
- 1955年（昭和30年）3月31日 - 平沢町、小出村と合併して仁賀保町となり消滅。

## 大字
- 院内（いんない）
- 小国（おぐに）
- 馬場（ばば）
- 田抓（たづかみ）
- 冬師（とうし）
- 釜ケ台（かまがたい）

## 交通

### 鉄道
村内には通っていなかった。
日本国有鉄道羽越本線羽後平沢駅が最寄りであった。